# Vladimer Gogoladze
Vladimer Gogoladze (georgiska: ვლადიმერ გოგოლაძე), född den 13 augusti 1966 i Tbilisi, Georgien, är en sovjetisk gymnast.
Han tog OS-guld i lagmångkampen i samband med de olympiska gymnastiktävlingarna 1988 i Seoul.